# Konsztantyin Sztanyiszlavovics Krizsevszkij
Konsztantyin Sztanyiszlavovics Krizsevszkij (oroszul: Константин Станиславович Крижевский; Ogyincovo, 1926. február 20. – Moszkva, 2000. november 18.) szovjet (orosz) labdarúgóhátvéd.
A szovjet válogatott tagjaként részt vett az 1952. évi nyári olimpiai játékokon és az 1958-as labdarúgó-világbajnokságon.

## Pályafutása

### Klubcsapatokban
A futballpályafutását a Krilja Szovetov Kujbisev klubban kezdte. 1946-ban debütált a szovjet első osztályban. 1947 végéig a Krilja Szovetov csapatában játszott, 1948 elején pedig a VVSZ (Moszkva) együtteséhez távozott. Öt szezont játszott a moszkvai csapatban.
1953-ban a Gyinamo Moszkva játékosa lett. 1953-ban elhódították a szovjet kupát. Majd négy bajnoki címet nyert a Gyinamóval (1954-ben, 1955-ben, 1957-ben és 1959-ben). 1961-ben itt fejezte be sportpályafutását.

### A válogatottban
1952. július 15-én lépett először pályára szovjet színekben, amikor 2–1-re győztek Bulgária ellen a helsinki olimpián. Legközelebb 1957-ben játszott nemzetközi mérkőzéseket, majd 1958-ban lett a szovjet válogatott tagja, amikor a svédországi világbajnokságon vettek részt. Ezen a tornán öt mérkőzésen lépett pályára: Anglia ellen (2–2), Ausztria ellen (2–0), Brazília (2–0), Anglia (1–0) és a Svédország elleni negyeddöntőben (0–2). 1952 és 1958 között 14 mérkőzést játszott a nemzeti csapatban.

## Statisztika

### A válogatottban
| Szovjetunió | Szovjetunió | Szovjetunió |
| Év          | Mérk.       | Gól         |
| ----------- | ----------- | ----------- |
| 1952        | 3           | 0           |
| 1957        | 5           | 0           |
| 1958        | 6           | 0           |
| Összesen    | 14          | 0           |

## Sikerei, díjai

### Klubcsapattal
Gyinamo Moszkva
- Szovjet bajnok (4): 1954, 1955, 1957, 1959
- A szovjet bajnokság ezüstérmese (2): 1956, 1958
- A szovjet bajnokság bronzérmese (1): 1960
- Szovjet kupagyőztes (1): 1953
- Szovjet kupadöntős (1): 1955